# الأطفال في العمل
الأطفال في العمل (بالأيرلندية: Páistí ag obair) هو فيلمٌ وثائقيٌ أيرلنديٌ قصيرٌ، تم إنتاجه عام 1973 من قِبل لويس ماركوس. ورشح لجائزة الأوسكار لأفضل فيلمٍ وثائقيٍ قصيرٍ.

## روابط خارجية
- الأطفال في العمل على موقع IMDb (الإنجليزية)
- الأطفال في العمل على موقع قاعدة بيانات الفيلم (الإنجليزية)
- الأطفال في العمل على موقع ليتربوكسد (الإنجليزية)
- الأطفال في العمل على موقع كينوبويسك (الروسية)